# Župa (Tutin)
Župa (cirill betűkkel Жупа) település Szerbiában, a Raškai körzet Tutini községében.

## Népesség
- 1948-ban 279 lakosa volt.
- 1953-ban 252 lakosa volt.
- 1961-ben 261 lakosa volt.
- 1971-ben 328 lakosa volt.
- 1981-ben 350 lakosa volt.
- 1991-ben 274 lakosa volt.
- 2002-ben 344 lakosa volt,[1] akik közül 326 bosnyák (94,76%), 13 szerb (3,77%), 3 jugoszláv, 1 muzulmán és 1 orosz.[2]